# Monsieur Parizot
Monsieur Parizot est une série télévisée française, dérivée de Camping Paradis créée et écrite par Laurent Mondy et diffusée d'abord en Suisse depuis le 6 septembre 2024 sur RTS Un, en Belgique depuis le 8 septembre 2024 sur RTL tvi et en France depuis le 7 octobre 2024 sur TF1.
Cette série dérivée de Camping Paradis est une production de JLA Productions pour TF1,,,.

## Synopsis
La série est dérivée de Camping Paradis où l’on suit la vie de Christian Parizot, expert campeur. Quand il n’est pas au camping, il se transforme en enquêteur professionnel.

## Fiche technique
Sauf indication contraire, les informations mentionnées dans cette section peuvent être confirmées par les bases de données cinématographiques IMDb et Allociné,  présentes dans la section « Liens externes ».
- Titre français : Monsieur Parizot
- Réalisation : Nicolas Copin (épisode 1), François Guérin (épisode 2)
- Scénario : Laurent Mondy
- Musique : Frédéric Porte
- Photographie : Olivier Guarguir
- Production : Richard Berkowitz
- Sociétés de production : JLA Productions
- Pays de production :  France
- Langue originale : français
- Format : couleur
- Genre : Comédie policière
- Durée : 90 minutes
- Dates de première diffusion :
  - Suisse : 6 septembre 2024 sur RTS Un[5]
  - Belgique : 8 septembre 2024 sur RTL tvi[5]
  - France : 7 octobre 2024 sur TF1[6]

## Distribution
- Patrick Paroux : Christian Parizot

## Production

### Genèse et développement
Le scénario est de la main de Laurent Mondy et la réalisation est assurée par Nicolas Copin,,,,.
La production est assurée par JLA Productions,.

### Tournage
Le tournage se déroule du 20 novembre au 14 décembre 2023 à Obernai et Turckheim en Alsace,,.

## Épisodes

### Épisode 1:Monsieur Parizot
L'expert campeur Christian Parizot coule des jours heureux dans sa maison de Colmar. Il adore le cyclisme, la littérature criminelle et les films policiers. Un jour, son compagnon de sorties à vélo meurt lors d'un accident de la route. Mais ne s'agirait t-il pas d'un meurtre ? Christian va mener son enquête...

#### Invités
- Carole Richert : Astrid Saint-Ulrich
- Firmine Richard : Josiane
- Clémence Lassalas : Alexandra Bauer
- Olivier Sitruk : Sinclair Vandeuil
- Piérick Tournier : Vianney Saint-Ulrich
- Sören Prévost : Hans
- Philippe Caroit : Jean-Dominique Saint-Ulrich
- Diane Dassigny : Faustine Saint-Ulrich
- Charlie Joirkin : Jennifer Maillard
- Charlotte Lacoste : Camille Saint-Ulrich
- Bruno Dreyfürst : Capitaine Brunet
- Houaria Kaidari : Maître Béatrice Klein

#### Première diffusion
- Belgique : 8 septembre 2024 sur RTL tvi
- France : 7 octobre 2024 sur TF1

### Épisode 2:Le maître du crime
Tiré au sort parmi des milliers de fans pour passer le week-end au domicile de Victor Balzan, un célèbre auteur de roman policier à succès, Christian Parizot s'apprête, pour sa plus grande joie, à passer quelques jours dans le magnifique domaine situé près d'Aix-en-Provence, en compagnie de Cécile Vinteuil, éditrice, d'une palefrenière, d'un jeune chauffeur et d'une employée de maison. Mais ce séjour ne se déroule pas comme prévu. 
Il découvre, le lendemain de son arrivée, que Hugo, le jeune collaborateur de l'écrivain, a été accidentellement électrocuté dans la piscine. Un accident ? Parizot n'en est pas si sûr...

#### Invités
- Fabrice Deville : Victor Balzan
- Laurent Gamelon : Josselin Novak
- Vanessa Demouy : Cécile Vinteuil, éditrice
- Élodie Varlet : Bérengère Fabre, maitresse de Victor
- Vanessa Guedj : Chrystelle Marinier, employée de maison
- Benjamin Gaitet : Liam Bauchard, chauffeur
- Léo Romain : Hugo Valère, écrivain
- Hiba Bennani : Selma Beldi, palefrenière
- Jean-Philippe Lutin : Wadeck Obraniak
- Eddie Chignara : Bastien Morel
- Diane Robert : Hélène Balzan, femme de Victor, propriétaire du domaine et haras

#### Première diffusion
- Belgique : 25 mars 2025 sur RTL tvi[10]
- France : 31 mars 2025 sur TF1

### Épisode 3:Cure mortelle
Monsieur Parizot débarque à Nancy pour une cure, avec la ferme intention de profiter à fond des installations flambant neuves du lieu : piscines, bains curatifs et nombreux soins de beauté.
Mais Christian arrive au mauvais moment : un cadavre vient d'être retrouvé dans le sauna. La police conclut à un accident cardiaque mais le détective passionné de littérature criminelle et de films policiers pense à un meurtre et décide d'enquêter.

#### Invités
- Corinne Touzet : Fabienne Moreau
- Aurélien Wiik :
- Xavier Lemaître :
- Emma Grandjean :
- Florence Coste :
- Philypa Phoenix :

#### Première diffusion
- Belgique : 31 août 2025 sur RTL tvi
- France :

## Audiences
| no | Titre              | Date de diffusion France | Téléspectateurs | Part de marché (sur les 4 ans et plus) | Part de marché (FRDA-50) | Classement | Réf.   |
| -- | ------------------ | ------------------------ | --------------- | -------------------------------------- | ------------------------ | ---------- | ------ |
| 1  | Monsieur Parizot   | 7 octobre 2024           | 4 370 000       | 20,7 %                                 | 22 %                     | 1er        | [ 11 ] |
| 1  | Monsieur Parizot   | 7 octobre 2024           | 3 680 000       | 23,3 %                                 | 22 %                     | 1er        | [ 11 ] |
| 2  | Le maître du crime | 31 mars 2025             | 3 915 000       | 21,3 %                                 | 20,8 %                   | 1er        | [ 12 ] |
| 2  | Le maître du crime | 31 mars 2025             | 3 100 000       | 20,9 %                                 | 20,3 %                   | 1er        | [ 12 ] |
| 3  | Cure mortelle      | à venir                  |                 |                                        |                          |            |        |
| 3  | Cure mortelle      | à venir                  |                 |                                        |                          |            |        |

Légende
- Les plus hauts chiffres d'audience
- Les plus bas chiffres d'audience